# Jaylen Nowell

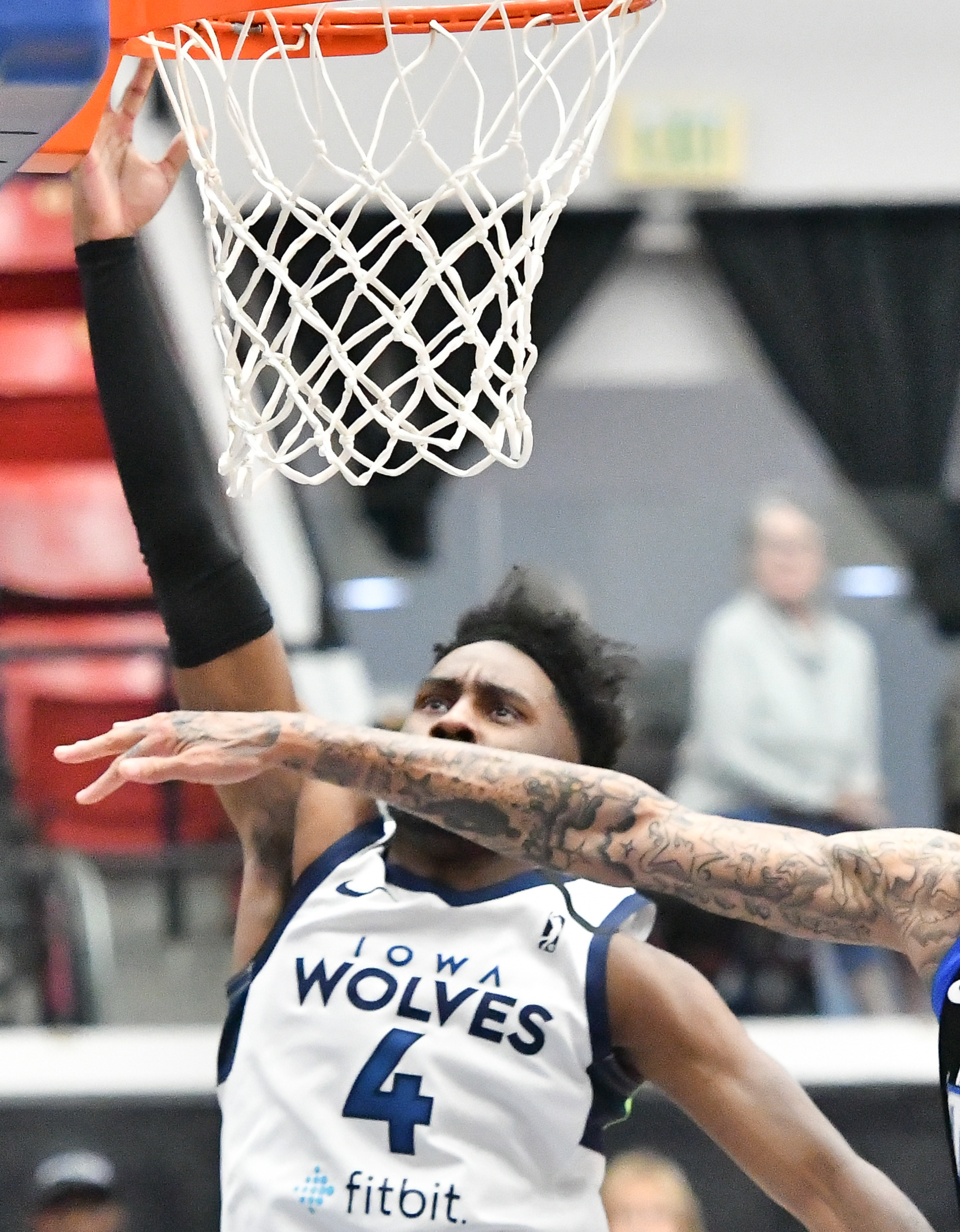
Jaylen Nowell, 2020.

Jaylen Clinton Andrew Nowell, född 9 juli 1999 i Seattle i Washington, är en amerikansk professionell basketspelare (SG) som spelar för Washington Wizards i National Basketball Association (NBA). Han har tidigare spelat för Minnesota Timberwolves, Memphis Grizzlies, Detroit Pistons och New Orleans Pelicans.
Nowell draftades av Minnesota Timberwolves i andra rundan i 2019 års draft som 43:e spelare totalt.
Innan han blev proffs studerade Nowell på University of Washington och spelade för deras idrottsförening Washington Huskies.